# Elaphria paginata
Elaphria paginata är en fjärilsart som beskrevs av Morrison 1875. Elaphria paginata ingår i släktet Elaphria och familjen nattflyn. Inga underarter finns listade i Catalogue of Life.